# Montes Apenninus

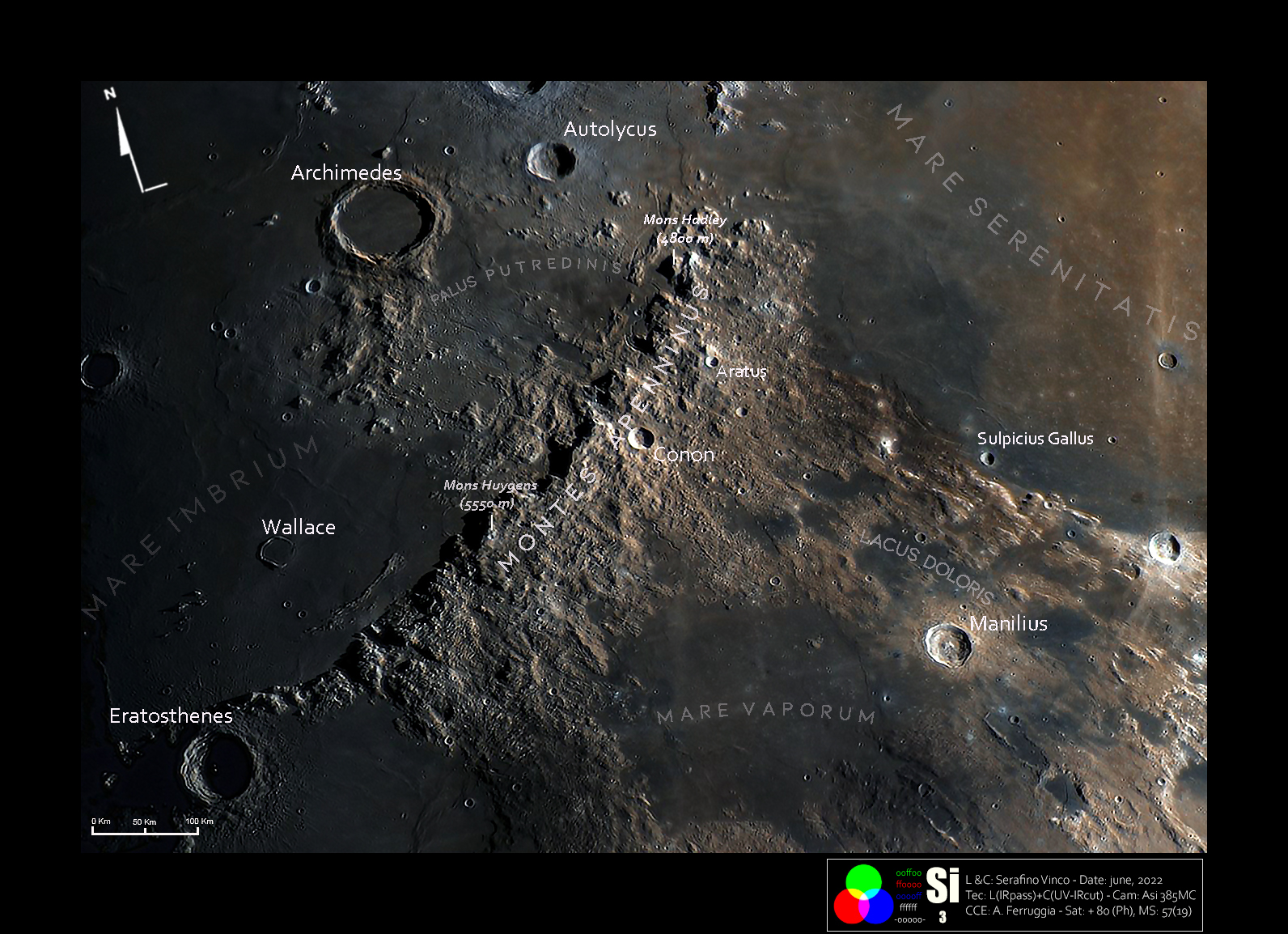
Immagine selenocromatica di Montes Apenninus

I Montes Apenninus sono una catena montuosa che si trova sulla Luna e che prende il nome dall'omonima catena montuosa italiana.
La catena è situata sul lato visibile della Luna e costituisce il bordo Sud-Est del Mare Imbrium ed il bordo Nord-Ovest della Terra Nivium.
Si estende per circa 600 km, la vetta più alta è il Monte Huygens, che con i suoi 5500 m di altezza è anche la montagna più alta della Luna.
L'Apollo 15 allunò nella valle formata dai monti Hadley ed Hadley Delta, che fanno parte della catena montuosa, compiendo numerose prospezioni geologiche di fondamentale importanza.